# Эггерт Аарон Гудмундссон
Эггерт Арон Гудмундссон (исл. Eggert Aron Guðmundsson; род. 8 февраля 2004) — исландский футболист, полузащитник клуба «Эльфсборг» и сборной Исландии.

## Клубная карьера
Гудмундссон — воспитанник клуба «Стьярнан». 24 мая 2021 года в матче против «Акюрейри» он дебютировал в чемпионате Исландии. 28 июня в поединке против «Рейкьявика» Эггерт забил свой первый гол за «Стьярнан». 

## Международная карьера
В 2023 году в составе юношеской сборной Исландии Гудмундссон принял участие в юношеском чемпионате Европы на Мальте. На турнире он сыграл в матчах против команд Испании, Норвегии и Греции. В поединке против норвежцев Эггерт забил гол.